# Colombia Oro y Paz 2018
La 1re édition de la Colombia Oro y Paz a lieu du 6 au 11 février 2018 en Colombie. La course fait partie du calendrier UCI America Tour 2018 en catégorie 2.1.

## Présentation

### Équipes
Classé en catégorie 2.1 de l'UCI America Tour, la course est par conséquent ouvert aux WorldTeams dans la limite de 50 % des équipes participantes, aux équipes continentales professionnelles, aux équipes continentales et aux équipes nationales.
25 équipes participent à la course - 4 WorldTeams, 9 équipes continentales professionnelles, 9 équipes continentales et 3 équipes nationales :
| WorldTeams (4)- EF Education First-Drapac p/b Cannondale - Movistar Team - Quick-Step Floors - Sky Équipes continentales professionnelles (9)- Androni Giocattoli-Sidermec - Bardiani CSF - Burgos-BH - CCC Sprandi Polkowice - Euskadi Basque Country-Murias - Holowesko-Citadel - Israel Cycling Academy - Manzana Postobón - UnitedHealthcare Équipes continentales (9)- Asociación Civil Agrupación Virgen de Fátima - Bicicletas Strongman - Coldeportes Zenú - EPM - GW Shimano - Illuminate - Medellín-Éxito - Orgullo Paisa - Trevigiani Phonix-Hemus 1896 Équipes nationales (3)- Colombie - Italie - Russie |
| |

## Étapes
| Étape     | Date    | Villes étapes              | type                      | Distance (km) | Vainqueur d'étape  | Leader du classement général |
| --------- | ------- | -------------------------- | ------------------------- | ------------- | ------------------ | ---------------------------- |
| 1re étape | 6 fév.  | Palmira – Palmira          | étape de plaine           | 99,9          | Fernando Gaviria   | Fernando Gaviria             |
| 2e étape  | 7 fév.  | Palmira – Palmira          | étape vallonnée           | 183,4         | Fernando Gaviria   | Fernando Gaviria             |
| 3e étape  | 8 fév.  | Palmira – Buga             | étape de plaine           | 163,2         | Fernando Gaviria   | Fernando Gaviria             |
| 4e étape  | 9 fév.  | Buga – Santa Rosa de Cabal | étape de moyenne montagne | 149,5         | Julian Alaphilippe | Julian Alaphilippe           |
| 5e étape  | 10 fév. | Pereira – Salento          | étape de moyenne montagne | 163,7         | Rigoberto Urán     | Nairo Quintana               |
| 6e étape  | 11 fév. | Armenia – Manizales        | étape de montagne         | 187,8         | Dayer Quintana     | Egan Bernal                  |

## Déroulement de la course

### 1reétape
Victoire au sprint de Fernando Gaviria.
| Classement | Classement          | Classement | Classement                   | Classement       |
|            | Coureur             | Pays       | Équipe                       | Temps            |
| ---------- | ------------------- | ---------- | ---------------------------- | ---------------- |
| 1er        | Fernando Gaviria    | Colombie   | Quick-Step Floors            | en 2 h 7 min 5 s |
| 2e         | Sebastián Molano    | Colombie   | Manzana Postobón             | m.t.             |
| 3e         | Maximiliano Richeze | Argentine  | Quick-Step Floors            | m.t.             |
| 4e         | Matteo Malucelli    | Italie     | Androni Giocattoli-Sidermec  | m.t.             |
| 5e         | Álvaro Hodeg        | Colombie   | Quick-Step Floors            | m.t.             |
| 6e         | Andrea Guardini     | Italie     | Bardiani CSF                 | m.t.             |
| 7e         | Paweł Franczak      | Pologne    | CCC Sprandi Polkowice        | m.t.             |
| 8e         | Davide Viganò       | Italie     | Italie                       | m.t.             |
| 9e         | Manuel Peñalver     | Espagne    | Trevigiani-Phonix-Hemus 1896 | m.t.             |
| 10e        | Miguel Bryon        | États-Unis | Holowesko Citadel            | m.t.             |
| modifier   |                     |            |                              |                  |

| \| Classement général \| Classement général \| Classement général \| Classement général \| Classement général \| \| Coureur \| Coureur \| Pays \| Équipe \| Temps \| \| ------------------ \| -------------------- \| ------------------ \| --------------------------- \| ------------------ \| \| 1er \| Fernando Gaviria \| Colombie \| Quick-Step Floors \| 2 h 06 min 55 s \| \| 2e \| Miguel Ángel Rubiano \| Colombie \| Coldeportes-Zenú \| + 1 s \| \| 3e \| Sebastián Molano \| Colombie \| Manzana Postobón \| + 4 s \| \| 4e \| Maximiliano Richeze \| Argentine \| Quick-Step Floors \| + 6 s \| \| 5e \| Rafael Montiel \| Colombie \| Orgullo Paisa \| + 7 s \| \| 6e \| Simon Pellaud \| Suisse \| Illuminate \| + 7 s \| \| 7e \| Jetse Bol \| Pays-Bas \| Manzana Postobón \| + 8 s \| \| 8e \| Jonathan Clarke \| Australie \| UnitedHealthcare \| + 9 s \| \| 9e \| Matteo Malucelli \| Italie \| Androni Giocattoli-Sidermec \| + 10 s \| \| 10e \| Álvaro Hodeg \| Colombie \| Quick-Step Floors \| + 10 s \| |                      |           |                             |                 |
| |                      |           |                             |                 |
| |                      |           |                             |                 |
| Classement général |                      |           |                             |                 |
| Coureur | Coureur              | Pays      | Équipe                      | Temps           |
| 1er | Fernando Gaviria     | Colombie  | Quick-Step Floors           | 2 h 06 min 55 s |
| 2e | Miguel Ángel Rubiano | Colombie  | Coldeportes-Zenú            | + 1 s           |
| 3e | Sebastián Molano     | Colombie  | Manzana Postobón            | + 4 s           |
| 4e | Maximiliano Richeze  | Argentine | Quick-Step Floors           | + 6 s           |
| 5e | Rafael Montiel       | Colombie  | Orgullo Paisa               | + 7 s           |
| 6e | Simon Pellaud        | Suisse    | Illuminate                  | + 7 s           |
| 7e | Jetse Bol            | Pays-Bas  | Manzana Postobón            | + 8 s           |
| 8e | Jonathan Clarke      | Australie | UnitedHealthcare            | + 9 s           |
| 9e | Matteo Malucelli     | Italie    | Androni Giocattoli-Sidermec | + 10 s          |
| 10e | Álvaro Hodeg         | Colombie  | Quick-Step Floors           | + 10 s          |

Fernando Gaviria justifie son statut de favori en remportant au sprint l'étape, disputée en circuit à Palmira. Miguel Ángel Rubiano est considéré comme le héros du jour en raflant les trois sprints intermédiaires de l'étape.
Juan Manuel Santos, président de la République colombienne, donne le départ. Dès les premiers hectomètres, Miguel Ángel Rubiano, Jonathan Clarke, Jetse Bol, Simon Pellaud et Rafael Montiel prennent les devants. Ils obtiennent plus d'une minute d'avance. Au troisième tour d'une étape qui en compte neuf, Rubiano s'impose dans le premier sprint intermédiaire du jour devant Bol et Pellaud, tandis que l'équipe Quick-Step Floors roule en tête du peloton, pour ne pas permettre aux fugitifs de compter plus d'une minute d'avance ; Jhonatan Narváez effectuant la plus grande partie du travail. Le peloton est secoué par une chute où de nombreux coureurs sont impliqués. Rubiano remporte les deux autres sprints spéciaux et endosse le maillot de leader du classement de la montagne (en l'absence de difficultés répertoriées sur le parcours du jour). Dans le final, les fugueurs sont repris alors qu'à cinq kilomètres du terme, une nouvelle chute dans le groupe principal envoie à terre Nairo Quintana. Celui-ci réussit à réintégrer le peloton, au contraire de son frère Dayer, qui a dû lui céder son vélo. Le sprint massif est inévitable. Le train de la Quick-Step se met en marche. Bien emmené par ses équipiers Álvaro Hodeg, Iljo Keisse et Maximiliano Richeze, Gaviria est déposé dans le dernier virage par l'Argentin et s'impose facilement. Seul Sebastián Molano réussit à s'intercaler entre son compatriote et Richeze. Au classement général, Fernando endosse le maillot de leader. Il devance d'une seconde Rubiano et de quatre Molano,,.

### 2eétape
Fernando Gaviria récidive.
| Classement | Classement       | Classement | Classement                   | Classement         |
|            | Coureur          | Pays       | Équipe                       | Temps              |
| ---------- | ---------------- | ---------- | ---------------------------- | ------------------ |
| 1er        | Fernando Gaviria | Colombie   | Quick-Step Floors            | en 3 h 49 min 30 s |
| 2e         | Sebastián Molano | Colombie   | Manzana Postobón             | m.t.               |
| 3e         | Matteo Malucelli | Italie     | Androni Giocattoli-Sidermec  | m.t.               |
| 4e         | Andrea Guardini  | Italie     | Bardiani CSF                 | m.t.               |
| 5e         | Mihkel Räim      | Estonie    | Israel Cycling Academy       | m.t.               |
| 6e         | Davide Viganò    | Italie     | Italie                       | m.t.               |
| 7e         | Martin Laas      | Estonie    | Illuminate                   | m.t.               |
| 8e         | John Murphy      | États-Unis | Holowesko Citadel            | m.t.               |
| 9e         | Jairo Salas      | Colombie   | EPM                          | m.t.               |
| 10e        | Manuel Peñalver  | Espagne    | Trevigiani-Phonix-Hemus 1896 | m.t.               |
| modifier   |                  |            |                              |                    |

| \| Classement général \| Classement général \| Classement général \| Classement général \| Classement général \| \| Coureur \| Coureur \| Pays \| Équipe \| Temps \| \| ------------------ \| -------------------- \| ------------------ \| ---------------------------- \| ------------------ \| \| 1er \| Fernando Gaviria \| Colombie \| Quick-Step Floors \| 5 h 56 min 12 s \| \| 2e \| Sebastián Molano \| Colombie \| Manzana Postobón \| + 11 s \| \| 3e \| Miguel Ángel Rubiano \| Colombie \| Coldeportes-Zenú \| + 14 s \| \| 4e \| Juan Esteban Arango \| Colombie \| Colombie \| + 17 s \| \| 5e \| Matteo Malucelli \| Italie \| Androni Giocattoli-Sidermec \| + 19 s \| \| 6e \| Maximiliano Richeze \| Argentine \| Quick-Step Floors \| + 19 s \| \| 7e \| Simon Pellaud \| Suisse \| Illuminate \| + 20 s \| \| 8e \| Rafael Montiel \| Colombie \| Orgullo Paisa \| + 20 s \| \| 9e \| Nicolás Tivani \| Argentine \| Trevigiani-Phonix-Hemus 1896 \| + 20 s \| \| 10e \| Andrea Guardini \| Italie \| Bardiani CSF \| + 21 s \| |                      |           |                              |                 |
| |                      |           |                              |                 |
| |                      |           |                              |                 |
| Classement général |                      |           |                              |                 |
| Coureur | Coureur              | Pays      | Équipe                       | Temps           |
| 1er | Fernando Gaviria     | Colombie  | Quick-Step Floors            | 5 h 56 min 12 s |
| 2e | Sebastián Molano     | Colombie  | Manzana Postobón             | + 11 s          |
| 3e | Miguel Ángel Rubiano | Colombie  | Coldeportes-Zenú             | + 14 s          |
| 4e | Juan Esteban Arango  | Colombie  | Colombie                     | + 17 s          |
| 5e | Matteo Malucelli     | Italie    | Androni Giocattoli-Sidermec  | + 19 s          |
| 6e | Maximiliano Richeze  | Argentine | Quick-Step Floors            | + 19 s          |
| 7e | Simon Pellaud        | Suisse    | Illuminate                   | + 20 s          |
| 8e | Rafael Montiel       | Colombie  | Orgullo Paisa                | + 20 s          |
| 9e | Nicolás Tivani       | Argentine | Trevigiani-Phonix-Hemus 1896 | + 20 s          |
| 10e | Andrea Guardini      | Italie    | Bardiani CSF                 | + 21 s          |

La deuxième étape quitte Palmira pour Santander de Quilichao, plein sud, puis revient à Palmira. Fernando Gaviria remporte sa deuxième étape consécutivement et se maintient en tête du classement général.
Une échappée anime le début de course mais est rapidement annihilée en vue du premier sprint bonification que le peloton a décidé de disputer. Gaviria y prend le dessus sur Andrea Guardini et Tao Geoghegan Hart. Le peloton se relâche alors quelque peu, et une fugue se forme aux alentours du quarantième kilomètre, composée dans un premier temps par Juan Esteban Arango, Carlos Julián Quintero, Adrián Richeze et Nicolás Tivani que rejoignent Weimar Roldán et Juan Felipe Osorio au km 63. Elle obtient un peu plus d'une minute trente d'avance, mais toujours sous le contrôle de la Quick-Step. Arango règle ses compagnons du jour aux deux derniers sprints intermédiaires que propose l'étape. Il empoche, ainsi, six secondes de bonification. À vingt-deux kilomètres du terme, Richeze est lâché par les fugueurs et bientôt absorbé par le peloton. La sélection italienne et Jhonatan Narváez, que la Quick-Step sacrifie pour ce travail, animent la poursuite à l'avant du peloton. Et, à six kilomètres du but, Tiviani et Osorio, les derniers fuyards sont repris. En vue de l'emballage final, les équipes remontent leurs sprinteurs à l'avant de la course. La tension monte et une chute se produit, dont sont victimes Juan Pablo Rendón et plusieurs membres de la sélection italienne. Même si Jarlinson Pantano essaie d'échapper au sprint massif, en déclenchant une tentative solitaire, vite réprimée, c'est une arrivée groupée qui conclut la journée. Comme la veille, Maximiliano Richeze lance parfaitement Fernando Gaviria pour son deuxième bouquet. Bien qu'il dispose une nouvelle fois de Sebastián Molano, deuxième, Gaviria a dû bien plus s'employer que le premier jour. Quoique cassé en plusieurs morceaux, le jury des commissaires décide de classer le peloton dans le même temps que le vainqueur. Complètement exténués, Adrián Richeze et Carlos Julián Quintero, quant à eux, perdent dans les ultimes kilomètres respectivement près de deux et cinq minutes. Au classement général, Fernando Gaviria devance toujours Molano et Miguel Ángel Rubiano mais maintenant de onze et quatorze secondes, grâce au jeu des bonifications engrangées aux arrivées et au sprint intermédiaire,,.

### 3eétape
Trois sur trois pour Fernando Gaviria.
| Classement | Classement            | Classement | Classement                                   | Classement        |
|            | Coureur               | Pays       | Équipe                                       | Temps             |
| ---------- | --------------------- | ---------- | -------------------------------------------- | ----------------- |
| 1er        | Fernando Gaviria      | Colombie   | Quick-Step Floors                            | en 3 h 30 min 5 s |
| 2e         | Matteo Malucelli      | Italie     | Androni Giocattoli-Sidermec                  | m.t.              |
| 3e         | Sebastián Molano      | Colombie   | Manzana Postobón                             | m.t.              |
| 4e         | Davide Viganò         | Italie     | Italie                                       | m.t.              |
| 5e         | Lucas Sebastián Haedo | Argentine  | UnitedHealthcare                             | m.t.              |
| 6e         | Maximiliano Richeze   | Argentine  | Quick-Step Floors                            | m.t.              |
| 7e         | Cristian Tamayo       | Colombie   | GW Shimano                                   | m.t.              |
| 8e         | Manuel Peñalver       | Espagne    | Trevigiani-Phonix-Hemus 1896                 | m.t.              |
| 9e         | Nicolás Naranjo       | Argentine  | Asociación Civil Agrupación Virgen de Fátima | m.t.              |
| 10e        | Adrián González       | Espagne    | Burgos BH                                    | m.t.              |
| modifier   |                       |            |                                              |                   |

| \| Classement général \| Classement général \| Classement général \| Classement général \| Classement général \| \| Coureur \| Coureur \| Pays \| Équipe \| Temps \| \| ------------------ \| -------------------- \| ------------------ \| ---------------------------- \| ------------------ \| \| 1er \| Fernando Gaviria \| Colombie \| Quick-Step Floors \| 9 h 26 min 07 s \| \| 2e \| Sebastián Molano \| Colombie \| Manzana Postobón \| + 17 s \| \| 3e \| Matteo Malucelli \| Italie \| Androni Giocattoli-Sidermec \| + 23 s \| \| 4e \| Rafael Montiel \| Colombie \| Orgullo Paisa \| + 24 s \| \| 5e \| Miguel Ángel Rubiano \| Colombie \| Coldeportes-Zenú \| + 24 s \| \| 6e \| Brayan Ramírez \| Colombie \| Colombie \| + 26 s \| \| 7e \| Juan Esteban Arango \| Colombie \| Colombie \| + 27 s \| \| 8e \| Maximiliano Richeze \| Argentine \| Quick-Step Floors \| + 29 s \| \| 9e \| Simon Pellaud \| Suisse \| Illuminate \| + 30 s \| \| 10e \| Nicolás Tivani \| Argentine \| Trevigiani-Phonix-Hemus 1896 \| + 30 s \| |                      |           |                              |                 |
| |                      |           |                              |                 |
| |                      |           |                              |                 |
| Classement général |                      |           |                              |                 |
| Coureur | Coureur              | Pays      | Équipe                       | Temps           |
| 1er | Fernando Gaviria     | Colombie  | Quick-Step Floors            | 9 h 26 min 07 s |
| 2e | Sebastián Molano     | Colombie  | Manzana Postobón             | + 17 s          |
| 3e | Matteo Malucelli     | Italie    | Androni Giocattoli-Sidermec  | + 23 s          |
| 4e | Rafael Montiel       | Colombie  | Orgullo Paisa                | + 24 s          |
| 5e | Miguel Ángel Rubiano | Colombie  | Coldeportes-Zenú             | + 24 s          |
| 6e | Brayan Ramírez       | Colombie  | Colombie                     | + 26 s          |
| 7e | Juan Esteban Arango  | Colombie  | Colombie                     | + 27 s          |
| 8e | Maximiliano Richeze  | Argentine | Quick-Step Floors            | + 29 s          |
| 9e | Simon Pellaud        | Suisse    | Illuminate                   | + 30 s          |
| 10e | Nicolás Tivani       | Argentine | Trevigiani-Phonix-Hemus 1896 | + 30 s          |

Les coureurs partent une nouvelle fois de Palmira pour le nord et le corregimiento de La Paila (dans la municipalité de Zarzal), où ils font demi-tour pour rejoindre l'arrivée à Buga, traversé cent-vingt kilomètres plus tôt. Fernando Gaviria y remporte sa troisième victoire consécutive et garde la tunique de leader de l'épreuve.
L'étape, pratiquement plate, commence par de nombreuses tentatives de fugue. Puis cinq hommes, Brayan Ramírez, Dalivier Ospina, Rafael Montiel, Félix Barón et Mauro Richeze trouvent l'ouverture. Ceux-ci se disputent les sprints bonifications où Montiel et Ramírez récoltent six secondes. Dans le peloton, l'intégralité de la charge de la poursuite est dévolue à l'équipe Quick-Step. Une nouvelle fois, Jhonatan Narváez est le coureur le plus sollicité pour ce travail. L'écart monte jusqu'à une minute trente. Félix Barón profite du relâchement de ses compagnons de fortune, après l'effort du troisième sprint spécial, pour partir seul. Il est poursuivi par les autres Colombiens de l'échappée, Richeze étant absorbé par le peloton. Un à un, les fuyards sont repris et Barón capitule à quatorze kilomètres du but. Aitor González puis Edison Muñoz vont tenter d'échapper au sprint massif, en vain. Dans les trois derniers kilomètres, différentes équipes mènent le peloton pour contrecarrer les Quick-Step. Après un dernier virage à 180°, le peloton se retrouve sur la longue ligne droite d'arrivée où une nouvelle chute se produit (dont sont victimes Jetse Bol et Miguel Ángel Rubiano). Dans les derniers hectomètres en léger faux-plat montant, le train bleu de la formation belge se met en branle, Álvaro Hodeg devant Maximiliano Richeze et Fernando Gaviria. Hodeg s'écarte, laissant Richeze lancé idéalement Gaviria. Matteo Malucelli et Sebastián Molano, dans la roue du leader ne peuvent en sortir et terminent deuxième et troisième de l'étape. Fernando Gaviria accroît son avance au classement général. Elle est de dix-sept secondes sur Molano et de vingt-trois sur Malucelli, nouveau troisième.

### 4eétape
Et de quatre pour la Quick-Step.
| Classement | Classement         | Classement | Classement                                | Classement         |
|            | Coureur            | Pays       | Équipe                                    | Temps              |
| ---------- | ------------------ | ---------- | ----------------------------------------- | ------------------ |
| 1er        | Julian Alaphilippe | France     | Quick-Step Floors                         | en 3 h 17 min 36 s |
| 2e         | Sergio Henao       | Colombie   | Sky                                       | m.t.               |
| 3e         | Nairo Quintana     | Colombie   | Movistar                                  | m.t.               |
| 4e         | Rigoberto Urán     | Colombie   | EF Education First-Drapac                 | à 3 s              |
| 5e         | Jhonatan Narváez   | Équateur   | Quick-Step Floors                         | à 3 s              |
| 6e         | Egan Bernal        | Colombie   | Sky                                       | à 3 s              |
| 7e         | Iván Sosa          | Colombie   | Androni Giocattoli-Sidermec               | à 3 s              |
| 8e         | Danny Osorio       | Colombie   | Orgullo Paisa                             | à 8 s              |
| 9e         | Diego Ochoa        | Colombie   | EPM                                       | à 8 s              |
| 10e        | Aristóbulo Cala    | Colombie   | Bicicletas Strongman Colombia Coldeportes | à 11 s             |
| modifier   |                    |            |                                           |                    |

| \| Classement général \| Classement général \| Classement général \| Classement général \| Classement général \| \| Coureur \| Coureur \| Pays \| Équipe \| Temps \| \| ------------------ \| ------------------ \| ------------------ \| --------------------------- \| ------------------ \| \| 1er \| Julian Alaphilippe \| France \| Quick-Step Floors \| 12 h 44 min 06 s \| \| 2e \| Sergio Henao \| Colombie \| Team Sky \| + 4 s \| \| 3e \| Nairo Quintana \| Colombie \| Movistar Team \| + 6 s \| \| 4e \| Egan Bernal \| Colombie \| Team Sky \| + 13 s \| \| 5e \| Rigoberto Urán \| Colombie \| EF Education First-Drapac \| + 13 s \| \| 6e \| Iván Sosa \| Colombie \| Androni Giocattoli-Sidermec \| + 13 s \| \| 7e \| Jhonatan Narváez \| Équateur \| Quick-Step Floors \| + 13 s \| \| 8e \| Danny Osorio \| Colombie \| Orgullo Paisa \| + 18 s \| \| 9e \| Diego Ochoa \| Colombie \| EPM \| + 18 s \| \| 10e \| Taylor Eisenhart \| États-Unis \| Holowesko Citadel \| + 21 s \| |                    |            |                             |                  |
| |                    |            |                             |                  |
| |                    |            |                             |                  |
| Classement général |                    |            |                             |                  |
| Coureur | Coureur            | Pays       | Équipe                      | Temps            |
| 1er | Julian Alaphilippe | France     | Quick-Step Floors           | 12 h 44 min 06 s |
| 2e | Sergio Henao       | Colombie   | Team Sky                    | + 4 s            |
| 3e | Nairo Quintana     | Colombie   | Movistar Team               | + 6 s            |
| 4e | Egan Bernal        | Colombie   | Team Sky                    | + 13 s           |
| 5e | Rigoberto Urán     | Colombie   | EF Education First-Drapac   | + 13 s           |
| 6e | Iván Sosa          | Colombie   | Androni Giocattoli-Sidermec | + 13 s           |
| 7e | Jhonatan Narváez   | Équateur   | Quick-Step Floors           | + 13 s           |
| 8e | Danny Osorio       | Colombie   | Orgullo Paisa               | + 18 s           |
| 9e | Diego Ochoa        | Colombie   | EPM                         | + 18 s           |
| 10e | Taylor Eisenhart   | États-Unis | Holowesko Citadel           | + 21 s           |

L'étape dirige les concurrents vers le N.N.E. et joint Buga à Santa Rosa de Cabal. Ils y font connaissance avec la moyenne montagne dans les quarante derniers kilomètres, où deux cols de troisième catégorie les attendent. L'arrivée se situe à l'issue d'une montée de 4,6 kilomètres à 5,8 %. Dans un final explosif, Julian Alaphilippe surprend les observateurs colombiens en s'imposant au belvédère d'El Tambo, au sommet de l'alto de Boquerón. Il s'empare du même coup de la tête du classement général.
La surprise du début d'étape est de voir le leader Fernando Gaviria intégré l'échappée du jour, dans laquelle ont pris place une vingtaine d'hommes comme Aristóbulo Cala (un des plus incisifs), Omar Mendoza ou Nicolás Paredes. Le groupe d'éclaireurs obtient jusqu'à 2 min 45 s d'avance, mais peu à peu, perd des unités. Dans le col d'El Cerrito, Gaviria et Paredes faussent compagnie à leurs compagnons de fugue, qui se font reprendre par le peloton. Le duo navigue à une quarantaine de secondes devant le groupe des favoris, où les Sky s'activent le plus. À quinze kilomètres du but, Carlos Julián Quintero et Victor Langellotti partent en chasse et cinq kilomètres plus loin, font la jonction. Cependant le quatuor est repris à 7,5 kilomètres de l'arrivée. Dans la dernière ascension du jour, Alejandro Serna puis Robinson Chalapud tentent leur chance mais personne ne réussit à se détacher. Tandis qu'à l'arrière, nombreux (comme le leader Gaviria) ne peuvent suivre le rythme imprimé par les meilleurs. Óscar Sevilla essaye de surprendre les favoris mais en vain. Ce sont Jhonatan Narváez avec un EF-Drapac qui lancent les hostilités. À cinq cents mètres de la ligne, Sergio Henao, en tête avec dans sa roue Nairo Quintana, semble contrôler ses adversaires mais il se fait déborder par Julian Alaphilippe. Ce dernier offre à son équipe sa quatrième victoire de l'épreuve et lui permet de conserver dans son giron le maillot de leader,. Au classement général, le Français devance Henao de quatre secondes et Quintana de six, grâce aux bonifications allouées à l'arrivée. De nombreux classements annexes changent de leader également. Ainsi Julian Alaphilippe prend le commandement du trophée des grimpeurs tandis qu'Egan Bernal devient le meilleur jeune de l'épreuve et l'équipe Sky détrône les Quick-Step. Enfin, Fernando Gaviria, passé en tête aux trois sprints spéciaux de la journée, domine aussi ce classement annexe.

### 5eétape
Rigoberto Urán s'impose à Salento.
| Classement | Classement       | Classement | Classement                                | Classement         |
|            | Coureur          | Pays       | Équipe                                    | Temps              |
| ---------- | ---------------- | ---------- | ----------------------------------------- | ------------------ |
| 1er        | Rigoberto Urán   | Colombie   | EF Education First-Drapac                 | en 3 h 42 min 33 s |
| 2e         | Nairo Quintana   | Colombie   | Movistar                                  | m.t.               |
| 3e         | Egan Bernal      | Colombie   | Sky                                       | m.t.               |
| 4e         | Sergio Henao     | Colombie   | Sky                                       | m.t.               |
| 5e         | Iván Sosa        | Colombie   | Androni Giocattoli-Sidermec               | à 17 s             |
| 6e         | Daniel Martínez  | Colombie   | EF Education First-Drapac                 | à 17 s             |
| 7e         | Jhonatan Narváez | Équateur   | Quick-Step Floors                         | à 29 s             |
| 8e         | Óscar Sevilla    | Espagne    | Medellín                                  | à 29 s             |
| 9e         | Aristóbulo Cala  | Colombie   | Bicicletas Strongman Colombia Coldeportes | à 34 s             |
| 10e        | Richard Carapaz  | Équateur   | Movistar                                  | à 37 s             |
| modifier   |                  |            |                                           |                    |

| \| Classement général \| Classement général \| Classement général \| Classement général \| Classement général \| \| Coureur \| Coureur \| Pays \| Équipe \| Temps \| \| ------------------ \| ------------------ \| ------------------ \| -------------------------------- \| ------------------ \| \| 1er \| Nairo Quintana \| Colombie \| Movistar Team \| 16 h 26 min 39 s \| \| 2e \| Rigoberto Urán \| Colombie \| EF Education First-Drapac \| + 3 s \| \| 3e \| Sergio Henao \| Colombie \| Team Sky \| + 4 s \| \| 4e \| Egan Bernal \| Colombie \| Team Sky \| + 9 s \| \| 5e \| Iván Sosa \| Colombie \| Androni Giocattoli-Sidermec \| + 30 s \| \| 6e \| Daniel Martínez \| Colombie \| EF Education First-Drapac \| + 38 s \| \| 7e \| Julian Alaphilippe \| France \| Quick-Step Floors \| + 39 s \| \| 8e \| Jhonatan Narváez \| Équateur \| Quick-Step Floors \| + 42 s \| \| 9e \| Aristóbulo Cala \| Colombie \| Bicicletas Strongman Coldeportes \| + 55 s \| \| 10e \| Danny Osorio \| Colombie \| Orgullo Paisa \| + 57 s \| |                    |          |                                  |                  |
| |                    |          |                                  |                  |
| |                    |          |                                  |                  |
| Classement général |                    |          |                                  |                  |
| Coureur | Coureur            | Pays     | Équipe                           | Temps            |
| 1er | Nairo Quintana     | Colombie | Movistar Team                    | 16 h 26 min 39 s |
| 2e | Rigoberto Urán     | Colombie | EF Education First-Drapac        | + 3 s            |
| 3e | Sergio Henao       | Colombie | Team Sky                         | + 4 s            |
| 4e | Egan Bernal        | Colombie | Team Sky                         | + 9 s            |
| 5e | Iván Sosa          | Colombie | Androni Giocattoli-Sidermec      | + 30 s           |
| 6e | Daniel Martínez    | Colombie | EF Education First-Drapac        | + 38 s           |
| 7e | Julian Alaphilippe | France   | Quick-Step Floors                | + 39 s           |
| 8e | Jhonatan Narváez   | Équateur | Quick-Step Floors                | + 42 s           |
| 9e | Aristóbulo Cala    | Colombie | Bicicletas Strongman Coldeportes | + 55 s           |
| 10e | Danny Osorio       | Colombie | Orgullo Paisa                    | + 57 s           |

Les coureurs prennent le départ de Pereira pour le S.S.O. et le corregimiento de La Paila (dans la municipalité de Zarzal). De là, ils bifurquent vers l'E.N.E. et Armenia, pour rejoindre l'arrivée à Salento, jugée à l'issue d'une ascension de 3 300 mètres au dénivelé de 6,7 %. Rigoberto Urán s'impose devant le nouveau leader de la compétition, Nairo Quintana.
L'étape commence par une longue descente d'une trentaine de kilomètres entre Pereira et Cartago, où le rythme imprimé par le peloton réduit à néant toute tentative de fugue. Puis huit coureurs trouvent l'ouverture. Ils sont rejoints par quatre autres, quelques kilomètres plus loin. Présent dans l'échappée, Brayan Ramírez en profite pour remporter deux sprints intermédiaires et s'emparer de la tête de ce classement annexe. Même si Egan Bernal chute sans gravité et Maximiliano Richeze abandonne la compétition pour des douleurs stomacales,, ce sont les fuyards qui vont occuper le devant de la scène pour de nombreux kilomètres. Le nombre important de coureurs ayant pris part à l'échappée amène le peloton à rester vigilant. Conduit le plus souvent par les Quick-Step et les Sky, le groupe des favoris permet difficilement aux fuyards de prendre une minute trente d'avance. Dans les derniers kilomètres, Rodrigo Contreras s'isole à l'avant de la course. Tandis que ses compagnons de fugue se font reprendre un à un par le peloton, lui résiste jusqu'à quatre kilomètres du but. L'ascension terminale, pourtant classée seulement en troisième catégorie, révèle de nombreux pièges, avec une légère descente qui précède la rampe d'arrivée à 20 %. Les favoris montent à un rythme endiablé. À deux km du terme, Nairo Quintana place une attaque, seuls Egan Bernal, Sergio Henao et Rigoberto Urán peuvent lui répondre. Ce quatuor se dispute la victoire d'étape. Celle-ci revient à Urán, qui prend le meilleur sur Quintana dans un duel serré. Grâce aux bonifications distribuées à l'arrivée, Quintana devance Urán de trois secondes, au classement général. Julian Alaphilippe concède trente-neuf secondes et son maillot de leader tandis que la formation EF Education First-Drapac prend la tête du classement par équipes.

### 6eétape
Egan Bernal déjoue les pronostics.
| Classement | Classement         | Classement | Classement                | Classement         |
|            | Coureur            | Pays       | Équipe                    | Temps              |
| ---------- | ------------------ | ---------- | ------------------------- | ------------------ |
| 1er        | Dayer Quintana     | Colombie   | Movistar                  | en 4 h 22 min 11 s |
| 2e         | Egan Bernal        | Colombie   | Sky                       | à 10 s             |
| 3e         | Sebastián Henao    | Colombie   | Sky                       | à 10 s             |
| 4e         | Alexander Gil      | Colombie   | EPM                       | à 14 s             |
| 5e         | Daniel Martínez    | Colombie   | EF Education First-Drapac | à 18 s             |
| 6e         | Óscar Sevilla      | Espagne    | Medellín                  | à 18 s             |
| 7e         | Rigoberto Urán     | Colombie   | EF Education First-Drapac | à 21 s             |
| 8e         | Nairo Quintana     | Colombie   | Movistar                  | à 21 s             |
| 9e         | Sergio Henao       | Colombie   | Sky                       | à 21 s             |
| 10e        | Julian Alaphilippe | France     | Quick-Step Floors         | à 24 s             |
| modifier   |                    |            |                           |                    |

Pour le dernier jour, le parcours mène le peloton d'Armenia à Manizales. De la capitale de Quindío jusqu'à Pereira, les coureurs empruntent en sens inverse l'itinéraire de la veille. Puis ils affrontent, dans les quarante-cinq derniers kilomètres, l'alto de Boquerón, terme de la quatrième étape et l'alto de Chipre, où est jugée l'arrivée à l'issue d'une ascension de 19,9 kilomètres à 4,5 %. Dayer Quintana, bien que vainqueur de l'étape, ne peut empêcher Egan Bernal de déposséder son frère de la victoire finale.
Une échappée de trente-trois coureurs se forme et anime le début d'étape. Des coureurs comme Dayer Quintana, Sebastián Henao, Tao Geoghegan Hart, Óscar Sevilla ou Rafael Montiel (leader transitoire de la course) y ont pris place. Le peloton, emmené par les Movistar, roule à allure modéré et laisse jusqu'à cinq minutes d'avance aux fuyards. Dans le dernier tiers de la course, les Sky et les Manzana Postobón prêtent main-forte aux équipiers du leader Nairo Quintana et l'écart se réduit à trois minutes. L'Alto del Boquerón, bien qu'en troisième catégorie, désunit la fugue. Alors que le groupe principal est secoué par des attaques comme celle de Jarlinson Pantano qui rattrape plusieurs échappés et continue avec deux fugitifs repris, Nicolás Paredes et Álvaro Robredo. À trente kilomètres de l'arrivée, Fernando Gaviria tente de relancer l'allure de l'échappée. Mais Miguel Ángel Rubiano donne le coup de grâce à cette dernière. En attaquant dans un faux-plat, il subit les ripostes et les contre-attaques des autres fuyards. Tant et si bien qu'à quinze kilomètres du terme, Rodrigo Contreras est seul en tête, suivi par les anciens membres de l'échappée éparpillés, tandis qu'un quatuor, Óscar Quiroz, Jonathan Caicedo et le duo de la formation EPM, Juan Pablo Suárez et Freddy Montaña, sorti du peloton, tente de faire la jonction. Dans le peloton, les Movistar paraissent ne pas forcer et rouler à une allure qui permettrait aux fugitifs de se disputer le gain d'étape et les bonifications s'y attenant (donnant la victoire finale à Quintana sans efforts superflus). Ainsi à trois mille mètres du but, Contreras est toujours en tête. Mais les Sky décide de contrecarrer ce plan et Egan Bernal attaque sèchement. Seul Daniel Martínez peut suivre son accélération. Ils reprennent bon nombre d'échappés et retombe sur Tao Geoghegan Hart, qui jette ses dernières forces pour aider l'entreprise de son équipier. Rodrígo Contreras passe la flamme rouge toujours en première position. Entre Bernal et Contreras se trouve encore Dayer Quintana, accompagné de Sebastián Henao. Dayer attaque pour subtiliser les dix secondes de bonifications qui attendent le vainqueur d'étape. Cela condamne Contreras à moins de trois cents mètres de la ligne. Le frère cadet de Nairo s'impose à Manizales. Il devance de dix secondes Egan Bernal, épaulé dans les derniers hectomètres par Sebastián Henao (qui se laisse passer sur la ligne pour permettre à Bernal de s'octroyer deux secondes de bonifications supplémentaires). Arrivant avec vingt et une secondes de retard sur Dayer, Nairo Quintana, Sergio Henao et Rigoberto Urán laissent le titre à Egan Bernal,.
Egan Bernal confie à l'arrivée qu'il était venu pour épauler son leader Sergio Henao et qu'au fur et à mesure des étapes et des résultats accumulés, il a pensé à jouer sa carte personnelle. Prévenant ses équipiers qu'il se sentait bien et profitant du marquage effectué sur Sergio Henao par Nairo Quintana et Rigoberto Urán, il a attaqué dans les derniers kilomètres pour améliorer son classement. Remerciant son équipe pour lui avoir permis de faire sa course et ses équipiers Tao Geoghegan Hart et Sebastián Henao pour leur aide, il a tenté au risque de perdre les bénéfices des précédentes étapes,. Óscar de Jesús Vargas, directeur sportif des Manzana Postobón, a constaté que la condition physique de Bernal, revenant du Tour Down Under, était bien meilleure que celle de ses rivaux. Tandis qu'Héctor Castaño, directeur sportif de l'Orgullo Paisa, pointe, au-delà de son talent, le rôle prépondérant de son appartenance à une équipe comme la Sky, bénéficiant ainsi de l'expérience de ses équipiers sachant parfaitement l'entourer. Egan Bernal s'adjuge en outre le classement du meilleur jeune et le trophée de la montagne. Seul lui échappe le maillot du classement par points que conserve Fernando Gaviria. En remportant deux sprints spéciaux dans la journée, Miguel Ángel Rubiano s'adjuge, lui, ce classement annexe.

## Classements finals

### Classement général
| \| Classement général \| Classement général \| Classement général \| Classement général \| Classement général \| \| Coureur \| Coureur \| Pays \| Équipe \| Temps \| \| ------------------ \| ------------------ \| ------------------ \| -------------------------------- \| ------------------ \| \| 1er \| Egan Bernal \| Colombie \| Team Sky \| 20 h 49 min 03 s \| \| 2e \| Nairo Quintana \| Colombie \| Movistar Team \| + 8 s \| \| 3e \| Rigoberto Urán \| Colombie \| EF Education First-Drapac \| + 11 s \| \| 4e \| Sergio Henao \| Colombie \| Team Sky \| + 12 s \| \| 5e \| Daniel Martínez \| Colombie \| EF Education First-Drapac \| + 43 s \| \| 6e \| Iván Sosa \| Colombie \| Androni Giocattoli-Sidermec \| + 45 s \| \| 7e \| Julian Alaphilippe \| France \| Quick-Step Floors \| + 50 s \| \| 8e \| Aristóbulo Cala \| Colombie \| Bicicletas Strongman Coldeportes \| + 1 min 10 s \| \| 9e \| Danny Osorio \| Colombie \| Orgullo Paisa \| + 1 min 12 s \| \| 10e \| Jhonatan Narváez \| Équateur \| Quick-Step Floors \| + 1 min 18 s \| \| 11e \| Rafael Montiel \| Colombie \| Orgullo Paisa \| + 1 min 26 s \| \| 12e \| Jarlinson Pantano \| Colombie \| Colombie \| + 1 min 46 s \| \| 13e \| Juan Pablo Suárez \| Colombie \| EPM \| + 1 min 46 s \| \| 14e \| Heiner Parra \| Colombie \| GW Shimano \| + 1 min 51 s \| \| 15e \| Fabio Duarte \| Colombie \| Manzana Postobón \| + 1 min 52 s \| |                    |          |                                  |                  |
| |                    |          |                                  |                  |
| Source : ProCyclingStats |                    |          |                                  |                  |
| Classement général |                    |          |                                  |                  |
| Coureur | Coureur            | Pays     | Équipe                           | Temps            |
| 1er | Egan Bernal        | Colombie | Team Sky                         | 20 h 49 min 03 s |
| 2e | Nairo Quintana     | Colombie | Movistar Team                    | + 8 s            |
| 3e | Rigoberto Urán     | Colombie | EF Education First-Drapac        | + 11 s           |
| 4e | Sergio Henao       | Colombie | Team Sky                         | + 12 s           |
| 5e | Daniel Martínez    | Colombie | EF Education First-Drapac        | + 43 s           |
| 6e | Iván Sosa          | Colombie | Androni Giocattoli-Sidermec      | + 45 s           |
| 7e | Julian Alaphilippe | France   | Quick-Step Floors                | + 50 s           |
| 8e | Aristóbulo Cala    | Colombie | Bicicletas Strongman Coldeportes | + 1 min 10 s     |
| 9e | Danny Osorio       | Colombie | Orgullo Paisa                    | + 1 min 12 s     |
| 10e | Jhonatan Narváez   | Équateur | Quick-Step Floors                | + 1 min 18 s     |
| 11e | Rafael Montiel     | Colombie | Orgullo Paisa                    | + 1 min 26 s     |
| 12e | Jarlinson Pantano  | Colombie | Colombie                         | + 1 min 46 s     |
| 13e | Juan Pablo Suárez  | Colombie | EPM                              | + 1 min 46 s     |
| 14e | Heiner Parra       | Colombie | GW Shimano                       | + 1 min 51 s     |
| 15e | Fabio Duarte       | Colombie | Manzana Postobón                 | + 1 min 52 s     |

### Classements annexes
| Classement de la montagne | Classement de la montagne | Classement de la montagne | Classement de la montagne        | Classement de la montagne |
| Coureur                   | Coureur                   | Pays                      | Équipe                           | Points                    |
| ------------------------- | ------------------------- | ------------------------- | -------------------------------- | ------------------------- |
| 1er                       | Egan Bernal               | Colombie                  | Team Sky                         | 11 pts                    |
| 2e                        | Dayer Quintana            | Colombie                  | Movistar Team                    | 10 pts                    |
| 3e                        | Sebastián Henao           | Colombie                  | Team Sky                         | 6 pts                     |
| 4e                        | Nicolás Paredes           | Colombie                  | Medellín                         | 5 pts                     |
| 5e                        | Jordan Parra              | Colombie                  | Manzana Postobón                 | 4 pts                     |
| 6e                        | Alexander Gil             | Colombie                  | EPM                              | 4 pts                     |
| 7e                        | Julian Alaphilippe        | France                    | Quick-Step Floors                | 3 pts                     |
| 8e                        | Jhonatan Cañaveral        | Colombie                  | Bicicletas Strongman Coldeportes | 3 pts                     |
| 9e                        | Daniel Martínez           | Colombie                  | EF Education First-Drapac        | 2 pts                     |
| 10e                       | Rodrigo Contreras         | Colombie                  | EPM                              | 2 pts                     |

| Classement de la montagne | Classement de la montagne | Classement de la montagne | Classement de la montagne        | Classement de la montagne |
| Coureur                   | Coureur                   | Pays                      | Équipe                           | Points                    |
| ------------------------- | ------------------------- | ------------------------- | -------------------------------- | ------------------------- |
| 1er                       | Egan Bernal               | Colombie                  | Team Sky                         | 11 pts                    |
| 2e                        | Dayer Quintana            | Colombie                  | Movistar Team                    | 10 pts                    |
| 3e                        | Sebastián Henao           | Colombie                  | Team Sky                         | 6 pts                     |
| 4e                        | Nicolás Paredes           | Colombie                  | Medellín                         | 5 pts                     |
| 5e                        | Jordan Parra              | Colombie                  | Manzana Postobón                 | 4 pts                     |
| 6e                        | Alexander Gil             | Colombie                  | EPM                              | 4 pts                     |
| 7e                        | Julian Alaphilippe        | France                    | Quick-Step Floors                | 3 pts                     |
| 8e                        | Jhonatan Cañaveral        | Colombie                  | Bicicletas Strongman Coldeportes | 3 pts                     |
| 9e                        | Daniel Martínez           | Colombie                  | EF Education First-Drapac        | 2 pts                     |
| 10e                       | Rodrigo Contreras         | Colombie                  | EPM                              | 2 pts                     |

| Classement par points | Classement par points | Classement par points | Classement par points       | Classement par points |
| Coureur               | Coureur               | Pays                  | Équipe                      | Points                |
| --------------------- | --------------------- | --------------------- | --------------------------- | --------------------- |
| 1er                   | Fernando Gaviria      | Colombie              | Quick-Step Floors           | 59 pts                |
| 2e                    | Sebastián Molano      | Colombie              | Manzana Postobón            | 34 pts                |
| 3e                    | Matteo Malucelli      | Italie                | Androni Giocattoli-Sidermec | 32 pts                |
| 4e                    | Rigoberto Urán        | Colombie              | EF Education First-Drapac   | 28 pts                |
| 5e                    | Egan Bernal           | Colombie              | Team Sky                    | 28 pts                |
| 6e                    | Nairo Quintana        | Colombie              | Movistar Team               | 26 pts                |
| 7e                    | Sergio Henao          | Colombie              | Team Sky                    | 23 pts                |
| 8e                    | Davide Viganò         | Italie                | Italie                      | 20 pts                |
| 9e                    | Miguel Ángel Rubiano  | Colombie              | Coldeportes-Zenú            | 18 pts                |
| 10e                   | Julian Alaphilippe    | France                | Quick-Step Floors           | 17 pts                |

| Classement par points | Classement par points | Classement par points | Classement par points       | Classement par points |
| Coureur               | Coureur               | Pays                  | Équipe                      | Points                |
| --------------------- | --------------------- | --------------------- | --------------------------- | --------------------- |
| 1er                   | Fernando Gaviria      | Colombie              | Quick-Step Floors           | 59 pts                |
| 2e                    | Sebastián Molano      | Colombie              | Manzana Postobón            | 34 pts                |
| 3e                    | Matteo Malucelli      | Italie                | Androni Giocattoli-Sidermec | 32 pts                |
| 4e                    | Rigoberto Urán        | Colombie              | EF Education First-Drapac   | 28 pts                |
| 5e                    | Egan Bernal           | Colombie              | Team Sky                    | 28 pts                |
| 6e                    | Nairo Quintana        | Colombie              | Movistar Team               | 26 pts                |
| 7e                    | Sergio Henao          | Colombie              | Team Sky                    | 23 pts                |
| 8e                    | Davide Viganò         | Italie                | Italie                      | 20 pts                |
| 9e                    | Miguel Ángel Rubiano  | Colombie              | Coldeportes-Zenú            | 18 pts                |
| 10e                   | Julian Alaphilippe    | France                | Quick-Step Floors           | 17 pts                |

| Classement du meilleur jeune | Classement du meilleur jeune | Classement du meilleur jeune | Classement du meilleur jeune | Classement du meilleur jeune |
| Coureur                      | Coureur                      | Pays                         | Équipe                       | Temps                        |
| ---------------------------- | ---------------------------- | ---------------------------- | ---------------------------- | ---------------------------- |
| 1er                          | Egan Bernal                  | Colombie                     | Team Sky                     | 20 h 49 min 03 s             |
| 2e                           | Daniel Martínez              | Colombie                     | EF Education First-Drapac    | + 43 s                       |
| 3e                           | Iván Sosa                    | Colombie                     | Androni Giocattoli-Sidermec  | + 45 s                       |
| 4e                           | Jhonatan Narváez             | Équateur                     | Quick-Step Floors            | + 1 min 18 s                 |
| 5e                           | Hugh Carthy                  | Royaume-Uni                  | EF Education First-Drapac    | + 1 min 55 s                 |
| 6e                           | Diego Ochoa                  | Colombie                     | EPM                          | + 1 min 58 s                 |
| 7e                           | Sebastián Henao              | Colombie                     | Team Sky                     | + 2 min 02 s                 |
| 8e                           | Taylor Eisenhart             | États-Unis                   | Holowesko Citadel            | + 2 min 39 s                 |
| 9e                           | Richard Carapaz              | Équateur                     | Movistar Team                | + 2 min 40 s                 |
| 10e                          | Aldemar Reyes                | Colombie                     | Manzana Postobón             | + 3 min 14 s                 |

| Classement du meilleur jeune | Classement du meilleur jeune | Classement du meilleur jeune | Classement du meilleur jeune | Classement du meilleur jeune |
| Coureur                      | Coureur                      | Pays                         | Équipe                       | Temps                        |
| ---------------------------- | ---------------------------- | ---------------------------- | ---------------------------- | ---------------------------- |
| 1er                          | Egan Bernal                  | Colombie                     | Team Sky                     | 20 h 49 min 03 s             |
| 2e                           | Daniel Martínez              | Colombie                     | EF Education First-Drapac    | + 43 s                       |
| 3e                           | Iván Sosa                    | Colombie                     | Androni Giocattoli-Sidermec  | + 45 s                       |
| 4e                           | Jhonatan Narváez             | Équateur                     | Quick-Step Floors            | + 1 min 18 s                 |
| 5e                           | Hugh Carthy                  | Royaume-Uni                  | EF Education First-Drapac    | + 1 min 55 s                 |
| 6e                           | Diego Ochoa                  | Colombie                     | EPM                          | + 1 min 58 s                 |
| 7e                           | Sebastián Henao              | Colombie                     | Team Sky                     | + 2 min 02 s                 |
| 8e                           | Taylor Eisenhart             | États-Unis                   | Holowesko Citadel            | + 2 min 39 s                 |
| 9e                           | Richard Carapaz              | Équateur                     | Movistar Team                | + 2 min 40 s                 |
| 10e                          | Aldemar Reyes                | Colombie                     | Manzana Postobón             | + 3 min 14 s                 |

| Classement des sprints | Classement des sprints | Classement des sprints | Classement des sprints       | Classement des sprints |
| Coureur                | Coureur                | Pays                   | Équipe                       | Points                 |
| ---------------------- | ---------------------- | ---------------------- | ---------------------------- | ---------------------- |
| 1er                    | Miguel Ángel Rubiano   | Colombie               | Coldeportes-Zenú             | 18 pts                 |
| 2e                     | Fernando Gaviria       | Colombie               | Quick-Step Floors            | 14 pts                 |
| 3e                     | Rafael Montiel         | Colombie               | Orgullo Paisa                | 14 pts                 |
| 4e                     | Brayan Ramírez         | Colombie               |                              | 13 pts                 |
| 5e                     | Juan Esteban Arango    | Colombie               | Medellín                     | 7 pts                  |
| 6e                     | Álvaro Hodeg           | Colombie               | Quick-Step Floors            | 4 pts                  |
| 7e                     | José Tito Hernández    | Colombie               | Orgullo Paisa                | 3 pts                  |
| 8e                     | Félix Barón            | Colombie               | Illuminate                   | 3 pts                  |
| 9e                     | Omar Mendoza           | Colombie               | Medellín                     | 3 pts                  |
| 10e                    | Nicolás Tivani         | Argentine              | Trevigiani-Phonix-Hemus 1896 | 3 pts                  |

| Classement des sprints | Classement des sprints | Classement des sprints | Classement des sprints       | Classement des sprints |
| Coureur                | Coureur                | Pays                   | Équipe                       | Points                 |
| ---------------------- | ---------------------- | ---------------------- | ---------------------------- | ---------------------- |
| 1er                    | Miguel Ángel Rubiano   | Colombie               | Coldeportes-Zenú             | 18 pts                 |
| 2e                     | Fernando Gaviria       | Colombie               | Quick-Step Floors            | 14 pts                 |
| 3e                     | Rafael Montiel         | Colombie               | Orgullo Paisa                | 14 pts                 |
| 4e                     | Brayan Ramírez         | Colombie               |                              | 13 pts                 |
| 5e                     | Juan Esteban Arango    | Colombie               | Medellín                     | 7 pts                  |
| 6e                     | Álvaro Hodeg           | Colombie               | Quick-Step Floors            | 4 pts                  |
| 7e                     | José Tito Hernández    | Colombie               | Orgullo Paisa                | 3 pts                  |
| 8e                     | Félix Barón            | Colombie               | Illuminate                   | 3 pts                  |
| 9e                     | Omar Mendoza           | Colombie               | Medellín                     | 3 pts                  |
| 10e                    | Nicolás Tivani         | Argentine              | Trevigiani-Phonix-Hemus 1896 | 3 pts                  |

#### Classement par équipes
| Classement par équipes | Classement par équipes                   | Classement par équipes | Classement par équipes |
| Équipe                 | Équipe                                   | Pays                   | Temps                  |
| ---------------------- | ---------------------------------------- | ---------------------- | ---------------------- |
| 1re                    | Sky                                      | Royaume-Uni            | 62 h 29 min 43 s       |
| 2e                     | EF Education First-Drapac p/b Cannondale | États-Unis             | + 25 s                 |
| 3e                     | EPM                                      | Colombie               | + 1 min 35 s           |
| 4e                     | Movistar Team                            | Espagne                | + 2 min 38 s           |
| 5e                     | Orgullo Paisa                            | Colombie               | + 4 min 14 s           |
| 6e                     | Colombie                                 | Colombie               | + 5 min 45 s           |
| 7e                     | Bicicletas Strongman                     | Colombie               | + 9 min 21 s           |
| 8e                     | Medellín-Éxito                           | Colombie               | + 9 min 24 s           |
| 9e                     | Manzana Postobón                         | Colombie               | + 9 min 38 s           |
| 10e                    | GW Shimano                               | Colombie               | + 12 min 30 s          |

## Classements UCI
La course attribue le même nombre de points pour l'UCI America Tour 2018 et le Classement mondial UCI (pour tous les coureurs). Selon le règlement UCI Art 2.10.008, l'épreuve affecte les points comme suit :
| Position           | 1er | 2e | 3e | 4e | 5e | 6e | 7e | 8e | 9e | 10e | 11e | 12e | 13e à 15e | 16e à 25e |
| Classement général | 125 | 85 | 70 | 60 | 50 | 40 | 35 | 30 | 25 | 20  | 15  | 10  | 5         | 3         |
| Par étapes         | 14  | 5  | 3  |    |    |    |    |    |    |     |     |     |           |           |
| Leader             | 3   |    |    |    |    |    |    |    |    |     |     |     |           |           |

| Classement | Classement         | Classement                  | Classement | Classement | Classement | Classement |
| Pos        | Coureur            | Équipe                      | Général    | Étape      | Leader     | Total      |
| ---------- | ------------------ | --------------------------- | ---------- | ---------- | ---------- | ---------- |
| 1er        | Egan Bernal        | Sky                         | 125        | 8          | -          | 133        |
| 2e         | Nairo Quintana     | Movistar                    | 85         | 8          | 3          | 96         |
| 3e         | Rigoberto Urán     | EF Education First-Drapac   | 70         | 14         | -          | 84         |
| 4e         | Sergio Henao       | Sky                         | 60         | 5          | -          | 65         |
| 5e         | Julian Alaphilippe | Quick-Step Floors           | 35         | 14         | 3          | 52         |
| 6e         | Fernando Gaviria   | Quick-Step Floors           | -          | 42         | 9          | 51         |
| 7e         | Daniel Martínez    | EF Education First-Drapac   | 50         | -          | -          | 50         |
| 8e         | Iván Sosa          | Androni Giocattoli-Sidermec | 40         | -          | -          | 40         |
| 9e         | Aristóbulo Cala    | Bicicletas Strongman        | 30         | -          | -          | 30         |
| 10e        | Danny Osorio       | Orgullo Paisa               | 25         | -          | -          | 25         |

## Évolution des classements
| Étapes             | Vainqueur          | Classement général | Classement par points | Classement de la montagne | Classement du meilleur jeune | Classement par équipes    | Classement des sprints spéciaux |
| ------------------ | ------------------ | ------------------ | --------------------- | ------------------------- | ---------------------------- | ------------------------- | ------------------------------- |
| 1re étape          | Fernando Gaviria   | Fernando Gaviria   | Fernando Gaviria      | Miguel Ángel Rubiano      | Fernando Gaviria             | Quick-Step Floors         | Miguel Ángel Rubiano            |
| 2e étape           | Fernando Gaviria   | Fernando Gaviria   | Fernando Gaviria      | Miguel Ángel Rubiano      | Fernando Gaviria             | Quick-Step Floors         | Miguel Ángel Rubiano            |
| 3e étape           | Fernando Gaviria   | Fernando Gaviria   | Fernando Gaviria      | Miguel Ángel Rubiano      | Fernando Gaviria             | Quick-Step Floors         | Miguel Ángel Rubiano            |
| 4e étape           | Julian Alaphilippe | Julian Alaphilippe | Fernando Gaviria      | Julian Alaphilippe        | Egan Bernal                  | Sky                       | Fernando Gaviria                |
| 5e étape           | Rigoberto Urán     | Nairo Quintana     | Fernando Gaviria      | Julian Alaphilippe        | Egan Bernal                  | EF Education First-Drapac | Brayan Ramírez                  |
| 6e étape           | Dayer Quintana     | Egan Bernal        | Fernando Gaviria      | Egan Bernal               | Egan Bernal                  | Sky                       | Miguel Ángel Rubiano            |
| Classements finals | Classements finals | Egan Bernal        | Fernando Gaviria      | Egan Bernal               | Egan Bernal                  | Sky                       | Miguel Ángel Rubiano            |

## Liste des participants
| Quick-Step Floors QST | Quick-Step Floors QST     | Quick-Step Floors QST |
| --------------------- | ------------------------- | --------------------- |
| Num                   | Coureur                   | Pos                   |
| 1                     | Fernando Gaviria (COL)    | 93e                   |
| 2                     | Julian Alaphilippe (FRA)  | 7e                    |
| 3                     | Álvaro Hodeg (COL)        | 116e                  |
| 4                     | Iljo Keisse (BEL)         | 102e                  |
| 5                     | Jhonatan Narváez (ECU)    | 10e                   |
| 6                     | Maximiliano Richeze (ARG) | AB-5                  |

| Team Sky SKY | Team Sky SKY               | Team Sky SKY |
| ------------ | -------------------------- | ------------ |
| Num          | Coureur                    | Pos          |
| 11           | Egan Bernal (COL)          | 1er          |
| 12           | Jonathan Castroviejo (ESP) | 57e          |
| 13           | Tao Geoghegan Hart (GBR)   | 53e          |
| 14           | Sebastián Henao (COL)      | 20e          |
| 15           | Sergio Henao (COL)         | 4e           |
| 16           | David López García (ESP)   | 78e          |

| EF Education First-Drapac EFD | EF Education First-Drapac EFD | EF Education First-Drapac EFD |
| ----------------------------- | ----------------------------- | ----------------------------- |
| Num                           | Coureur                       | Pos                           |
| 21                            | Nathan Brown (USA)            | 66e                           |
| 22                            | Julián Cardona (COL)          | 60e                           |
| 23                            | Hugh Carthy (GBR)             | 18e                           |
| 24                            | Alex Howes (USA)              | 90e                           |
| 25                            | Daniel Martínez (COL)         | 5e                            |
| 26                            | Rigoberto Urán (COL)          | 3e                            |

| Movistar Team MOV | Movistar Team MOV        | Movistar Team MOV |
| ----------------- | ------------------------ | ----------------- |
| Num               | Coureur                  | Pos               |
| 31                | Winner Anacona (COL)     | 51e               |
| 32                | Antonio Pedrero (ESP)    | 83e               |
| 33                | Richard Carapaz (ECU)    | 23e               |
| 34                | Víctor de la Parte (ESP) | 80e               |
| 35                | Dayer Quintana (COL)     | 36e               |
| 36                | Nairo Quintana (COL)     | 2e                |

| UnitedHealthcare UHC | UnitedHealthcare UHC        | UnitedHealthcare UHC |
| -------------------- | --------------------------- | -------------------- |
| Num                  | Coureur                     | Pos                  |
| 41                   | Lucas Sebastián Haedo (ARG) | 97e                  |
| 42                   | Janier Acevedo (COL)        | 87e                  |
| 43                   | Daniel Jaramillo (COL)      | 67e                  |
| 44                   | Serghei Țvetcov (ROU)       | 49e                  |
| 45                   | Gavin Mannion (USA)         | 89e                  |
| 46                   | Jonathan Clarke (AUS)       | 99e                  |

| Androni Giocattoli-Sidermec ANS | Androni Giocattoli-Sidermec ANS | Androni Giocattoli-Sidermec ANS |
| ------------------------------- | ------------------------------- | ------------------------------- |
| Num                             | Coureur                         | Pos                             |
| 51                              | Alessandro Bisolti (ITA)        | 44e                             |
| 52                              | Raffaello Bonusi (ITA)          | 85e                             |
| 53                              | Mattia Frapporti (ITA)          | 95e                             |
| 54                              | Matteo Malucelli (ITA)          | 122e                            |
| 55                              | Iván Sosa (COL)                 | 6e                              |
| 56                              | Matteo Spreafico (ITA)          | 121e                            |

| CCC Sprandi Polkowice CCC | CCC Sprandi Polkowice CCC | CCC Sprandi Polkowice CCC |
| ------------------------- | ------------------------- | ------------------------- |
| Num                       | Coureur                   | Pos                       |
| 61                        | Paweł Bernas (POL)        | 77e                       |
| 62                        | Paweł Franczak (POL)      | 119e                      |
| 63                        | Adrian Kurek (POL)        | 98e                       |
| 64                        | Michał Paluta (POL)       | 63e                       |
| 65                        | Leszek Pluciński (POL)    | 71e                       |
| 66                        | Mateusz Taciak (POL)      | 135e                      |

| Holowesko Citadel HCA | Holowesko Citadel HCA  | Holowesko Citadel HCA |
| --------------------- | ---------------------- | --------------------- |
| Num                   | Coureur                | Pos                   |
| 71                    | Rubén Companioni (CUB) | 104e                  |
| 72                    | Taylor Eisenhart (USA) | 22e                   |
| 73                    | Bryan Gómez (COL)      | 110e                  |
| 74                    | John Murphy (USA)      | 92e                   |
| 75                    | Brayan Sánchez (COL)   | 82e                   |
| 76                    | Miguel Bryon (USA)     | 124e                  |

| Manzana Postobón MZN | Manzana Postobón MZN     | Manzana Postobón MZN |
| -------------------- | ------------------------ | -------------------- |
| Num                  | Coureur                  | Pos                  |
| 81                   | Jordan Parra (COL)       | 79e                  |
| 82                   | Sebastián Molano (COL)   | 114e                 |
| 83                   | Juan Felipe Osorio (COL) | 74e                  |
| 84                   | Jetse Bol (NED)          | 43e                  |
| 85                   | Fabio Duarte (COL)       | 15e                  |
| 86                   | Aldemar Reyes (COL)      | 24e                  |

| Euskadi-Murias EUS | Euskadi-Murias EUS           | Euskadi-Murias EUS |
| ------------------ | ---------------------------- | ------------------ |
| Num                | Coureur                      | Pos                |
| 91                 | Beñat Txoperena (ESP)        | 54e                |
| 92                 | Ander Barrenetxea (ESP)      | 138e               |
| 93                 | Aitor González Prieto (ESP)  | 113e               |
| 94                 | Sergio Rodríguez Reche (ESP) | 133e               |
| 95                 | Gotzon Udondo (ESP)          | 112e               |

| Bardiani CSF BRD | Bardiani CSF BRD         | Bardiani CSF BRD |
| ---------------- | ------------------------ | ---------------- |
| Num              | Coureur                  | Pos              |
| 101              | Giovanni Carboni (ITA)   | 65e              |
| 102              | Giulio Ciccone (ITA)     | 31e              |
| 103              | Andrea Guardini (ITA)    | 136e             |
| 104              | Mirco Maestri (ITA)      | 127e             |
| 105              | Paolo Simion (ITA)       | AB-6             |
| 106              | Alessandro Tonelli (ITA) | 91e              |

| Israel Cycling Academy ICA | Israel Cycling Academy ICA | Israel Cycling Academy ICA |
| -------------------------- | -------------------------- | -------------------------- |
| Num                        | Coureur                    | Pos                        |
| 111                        | Edwin Ávila (COL)          | 42e                        |
| 112                        | Guillaume Boivin (CAN)     | 62e                        |
| 113                        | Luis Lemus (MEX)           | 61e                        |
| 114                        | Benjamin Perry (CAN)       | 76e                        |
| 115                        | Mihkel Räim (EST)          | AB-4                       |
| 116                        | Aviv Yechezkel (ISR)       | 129e                       |

| Burgos-BH BBH | Burgos-BH BBH            | Burgos-BH BBH |
| ------------- | ------------------------ | ------------- |
| Num           | Coureur                  | Pos           |
| 121           | Nícolas Sessler (BRA)    | 55e           |
| 122           | Adrián González (ESP)    | 132e          |
| 123           | Daniel López (ESP)       | 120e          |
| 124           | Igor Merino (ESP)        | 37e           |
| 125           | Victor Langellotti (MON) | 103e          |
| 126           | Álvaro Robredo (ESP)     | 107e          |

| Colombie COL | Colombie COL            | Colombie COL |
| ------------ | ----------------------- | ------------ |
| Num          | Coureur                 | Pos          |
| 131          | Jarlinson Pantano       | 12e          |
| 132          | Darwin Atapuma          | 33e          |
| 133          | Jhon Anderson Rodríguez | 26e          |
| 134          | Miguel Flórez           | 28e          |
| 135          | Juan Esteban Arango     | 117e         |
| 136          | Brayan Ramírez          | 105e         |

| Italie ITA | Italie ITA            | Italie ITA |
| ---------- | --------------------- | ---------- |
| Num        | Coureur               | Pos        |
| 141        | Michele Scartezzini   | 88e        |
| 142        | Francesco Lamon       | 115e       |
| 143        | Davide Viganò         | 123e       |
| 144        | Davide Plebani        | 131e       |
| 145        | Carloalberto Giordani | 130e       |
| 146        | Alessandro Covi       | 106e       |

| Russie RUS | Russie RUS        | Russie RUS |
| ---------- | ----------------- | ---------- |
| Num        | Coureur           | Pos        |
| 151        | Alexey Kurbatov   | 125e       |
| 152        | Vladislav Kulikov | 126e       |
| 153        | Ievgueni Kovalev  | 137e       |
| 154        | Andrey Sazanov    | 139e       |
| 155        | Kirill Bochkov    | AB-6       |
| 156        | Anton Vorobyev    | 134e       |

| Trevigiani-Phonix-Hemus 1896 UNI | Trevigiani-Phonix-Hemus 1896 UNI | Trevigiani-Phonix-Hemus 1896 UNI |
| -------------------------------- | -------------------------------- | -------------------------------- |
| Num                              | Coureur                          | Pos                              |
| 161                              | Alessandro Fedeli (ITA)          | 81e                              |
| 162                              | Floryan Arnoult (FRA)            | 101e                             |
| 163                              | Christofer Jurado (PAN)          | 96e                              |
| 164                              | Javier Ignacio Montoya (COL)     | 27e                              |
| 165                              | Manuel Peñalver (ESP)            | AB-6                             |
| 166                              | Nicolás Tivani (ARG)             | 118e                             |

| Medellín MED | Medellín MED            | Medellín MED |
| ------------ | ----------------------- | ------------ |
| Num          | Coureur                 | Pos          |
| 171          | Óscar Sevilla (ESP)     | 17e          |
| 172          | Nicolás Paredes (COL)   | 72e          |
| 173          | Omar Mendoza (COL)      | 39e          |
| 174          | Weimar Roldán (COL)     | 108e         |
| 175          | Robinson Chalapud (COL) | 68e          |
| 176          | Jonathan Caicedo (ECU)  | 35e          |

| Bicicletas Strongman Coldeportes BSM | Bicicletas Strongman Coldeportes BSM | Bicicletas Strongman Coldeportes BSM |
| ------------------------------------ | ------------------------------------ | ------------------------------------ |
| Num                                  | Coureur                              | Pos                                  |
| 181                                  | Aristóbulo Cala (COL)                | 8e                                   |
| 182                                  | Óscar Quiroz (COL)                   | 34e                                  |
| 183                                  | Rubén Acosta (COL)                   | 111e                                 |
| 184                                  | William Muñoz (COL)                  | 109e                                 |
| 185                                  | Eduardo Estrada (COL)                | 69e                                  |
| 186                                  | Jhonatan Cañaveral (COL)             | 45e                                  |

| EPM | EPM                     | EPM |
| --- | ----------------------- | --- |
| Num | Coureur                 | Pos |
| 191 | Juan Pablo Suárez (COL) | 13e |
| 192 | Freddy Montaña (COL)    | 21e |
| 193 | Alexander Gil (COL)     | 16e |
| 194 | Rodrigo Contreras (COL) | 30e |
| 195 | Diego Ochoa (COL)       | 19e |
| 196 | Jairo Salas (COL)       | 56e |

| Coldeportes-Zenú ECZ | Coldeportes-Zenú ECZ       | Coldeportes-Zenú ECZ |
| -------------------- | -------------------------- | -------------------- |
| Num                  | Coureur                    | Pos                  |
| 201                  | Alex Cano (COL)            | 38e                  |
| 202                  | Luis Felipe Laverde (COL)  | 46e                  |
| 203                  | Miguel Ángel Rubiano (COL) | 50e                  |
| 204                  | Alexis Camacho (COL)       | 32e                  |
| 205                  | Dalivier Ospina (COL)      | 52e                  |
| 206                  | Juan Martín Mesa (COL)     | 100e                 |

| GW Shimano GWS | GW Shimano GWS          | GW Shimano GWS |
| -------------- | ----------------------- | -------------- |
| Num            | Coureur                 | Pos            |
| 211            | José Serpa (COL)        | 41e            |
| 212            | Walter Pedraza (COL)    | 48e            |
| 213            | Heiner Parra (COL)      | 14e            |
| 214            | Juan Pablo Rendón (COL) | 73e            |
| 215            | Cristian Tamayo (COL)   | AB-6           |
| 216            | Cristhian Talero (COL)  | 64e            |

| Asociación Civil Agrupación Virgen de Fátima AFT | Asociación Civil Agrupación Virgen de Fátima AFT | Asociación Civil Agrupación Virgen de Fátima AFT |
| ------------------------------------------------ | ------------------------------------------------ | ------------------------------------------------ |
| Num                                              | Coureur                                          | Pos                                              |
| 221                                              | Nicolás Naranjo (ARG)                            | AB-6                                             |
| 222                                              | Daniel Zamora (ARG)                              | 58e                                              |
| 223                                              | Leandro Velardez (ARG)                           | AB-6                                             |
| 224                                              | Mauro Abel Richeze (ARG)                         | NP-6                                             |
| 225                                              | Adrián Richeze (ARG)                             | AB-6                                             |
| 226                                              | Alonso Gamero (PER)                              | 86e                                              |

| Illuminate ILU | Illuminate ILU           | Illuminate ILU |
| -------------- | ------------------------ | -------------- |
| Num            | Coureur                  | Pos            |
| 231            | Simon Pellaud (SUI)      | 59e            |
| 232            | Cameron Piper (USA)      | 84e            |
| 233            | Martin Laas (EST)        | 128e           |
| 234            | Camilo Castiblanco (COL) | 40e            |
| 235            | Connor Brown (USA)       | 75e            |
| 236            | Félix Barón (COL)        | 25e            |

| Orgullo Paisa EOP | Orgullo Paisa EOP            | Orgullo Paisa EOP |
| ----------------- | ---------------------------- | ----------------- |
| Num               | Coureur                      | Pos               |
| 241               | Danny Osorio (COL)           | 9e                |
| 242               | José Tito Hernández (COL)    | 94e               |
| 243               | Carlos Julián Quintero (COL) | 70e               |
| 244               | Edison Muñoz (COL)           | 29e               |
| 245               | Alejandro Serna (COL)        | 47e               |
| 246               | Rafael Montiel (COL)         | 11e               |

| Quick-Step Floors QST | Quick-Step Floors QST     | Quick-Step Floors QST |
| --------------------- | ------------------------- | --------------------- |
| Num                   | Coureur                   | Pos                   |
| 1                     | Fernando Gaviria (COL)    | 93e                   |
| 2                     | Julian Alaphilippe (FRA)  | 7e                    |
| 3                     | Álvaro Hodeg (COL)        | 116e                  |
| 4                     | Iljo Keisse (BEL)         | 102e                  |
| 5                     | Jhonatan Narváez (ECU)    | 10e                   |
| 6                     | Maximiliano Richeze (ARG) | AB-5                  |

| Team Sky SKY | Team Sky SKY               | Team Sky SKY |
| ------------ | -------------------------- | ------------ |
| Num          | Coureur                    | Pos          |
| 11           | Egan Bernal (COL)          | 1er          |
| 12           | Jonathan Castroviejo (ESP) | 57e          |
| 13           | Tao Geoghegan Hart (GBR)   | 53e          |
| 14           | Sebastián Henao (COL)      | 20e          |
| 15           | Sergio Henao (COL)         | 4e           |
| 16           | David López García (ESP)   | 78e          |

| EF Education First-Drapac EFD | EF Education First-Drapac EFD | EF Education First-Drapac EFD |
| ----------------------------- | ----------------------------- | ----------------------------- |
| Num                           | Coureur                       | Pos                           |
| 21                            | Nathan Brown (USA)            | 66e                           |
| 22                            | Julián Cardona (COL)          | 60e                           |
| 23                            | Hugh Carthy (GBR)             | 18e                           |
| 24                            | Alex Howes (USA)              | 90e                           |
| 25                            | Daniel Martínez (COL)         | 5e                            |
| 26                            | Rigoberto Urán (COL)          | 3e                            |

| Movistar Team MOV | Movistar Team MOV        | Movistar Team MOV |
| ----------------- | ------------------------ | ----------------- |
| Num               | Coureur                  | Pos               |
| 31                | Winner Anacona (COL)     | 51e               |
| 32                | Antonio Pedrero (ESP)    | 83e               |
| 33                | Richard Carapaz (ECU)    | 23e               |
| 34                | Víctor de la Parte (ESP) | 80e               |
| 35                | Dayer Quintana (COL)     | 36e               |
| 36                | Nairo Quintana (COL)     | 2e                |

| UnitedHealthcare UHC | UnitedHealthcare UHC        | UnitedHealthcare UHC |
| -------------------- | --------------------------- | -------------------- |
| Num                  | Coureur                     | Pos                  |
| 41                   | Lucas Sebastián Haedo (ARG) | 97e                  |
| 42                   | Janier Acevedo (COL)        | 87e                  |
| 43                   | Daniel Jaramillo (COL)      | 67e                  |
| 44                   | Serghei Țvetcov (ROU)       | 49e                  |
| 45                   | Gavin Mannion (USA)         | 89e                  |
| 46                   | Jonathan Clarke (AUS)       | 99e                  |

| Androni Giocattoli-Sidermec ANS | Androni Giocattoli-Sidermec ANS | Androni Giocattoli-Sidermec ANS |
| ------------------------------- | ------------------------------- | ------------------------------- |
| Num                             | Coureur                         | Pos                             |
| 51                              | Alessandro Bisolti (ITA)        | 44e                             |
| 52                              | Raffaello Bonusi (ITA)          | 85e                             |
| 53                              | Mattia Frapporti (ITA)          | 95e                             |
| 54                              | Matteo Malucelli (ITA)          | 122e                            |
| 55                              | Iván Sosa (COL)                 | 6e                              |
| 56                              | Matteo Spreafico (ITA)          | 121e                            |

| CCC Sprandi Polkowice CCC | CCC Sprandi Polkowice CCC | CCC Sprandi Polkowice CCC |
| ------------------------- | ------------------------- | ------------------------- |
| Num                       | Coureur                   | Pos                       |
| 61                        | Paweł Bernas (POL)        | 77e                       |
| 62                        | Paweł Franczak (POL)      | 119e                      |
| 63                        | Adrian Kurek (POL)        | 98e                       |
| 64                        | Michał Paluta (POL)       | 63e                       |
| 65                        | Leszek Pluciński (POL)    | 71e                       |
| 66                        | Mateusz Taciak (POL)      | 135e                      |

| Holowesko Citadel HCA | Holowesko Citadel HCA  | Holowesko Citadel HCA |
| --------------------- | ---------------------- | --------------------- |
| Num                   | Coureur                | Pos                   |
| 71                    | Rubén Companioni (CUB) | 104e                  |
| 72                    | Taylor Eisenhart (USA) | 22e                   |
| 73                    | Bryan Gómez (COL)      | 110e                  |
| 74                    | John Murphy (USA)      | 92e                   |
| 75                    | Brayan Sánchez (COL)   | 82e                   |
| 76                    | Miguel Bryon (USA)     | 124e                  |

| Manzana Postobón MZN | Manzana Postobón MZN     | Manzana Postobón MZN |
| -------------------- | ------------------------ | -------------------- |
| Num                  | Coureur                  | Pos                  |
| 81                   | Jordan Parra (COL)       | 79e                  |
| 82                   | Sebastián Molano (COL)   | 114e                 |
| 83                   | Juan Felipe Osorio (COL) | 74e                  |
| 84                   | Jetse Bol (NED)          | 43e                  |
| 85                   | Fabio Duarte (COL)       | 15e                  |
| 86                   | Aldemar Reyes (COL)      | 24e                  |

| Euskadi-Murias EUS | Euskadi-Murias EUS           | Euskadi-Murias EUS |
| ------------------ | ---------------------------- | ------------------ |
| Num                | Coureur                      | Pos                |
| 91                 | Beñat Txoperena (ESP)        | 54e                |
| 92                 | Ander Barrenetxea (ESP)      | 138e               |
| 93                 | Aitor González Prieto (ESP)  | 113e               |
| 94                 | Sergio Rodríguez Reche (ESP) | 133e               |
| 95                 | Gotzon Udondo (ESP)          | 112e               |

| Bardiani CSF BRD | Bardiani CSF BRD         | Bardiani CSF BRD |
| ---------------- | ------------------------ | ---------------- |
| Num              | Coureur                  | Pos              |
| 101              | Giovanni Carboni (ITA)   | 65e              |
| 102              | Giulio Ciccone (ITA)     | 31e              |
| 103              | Andrea Guardini (ITA)    | 136e             |
| 104              | Mirco Maestri (ITA)      | 127e             |
| 105              | Paolo Simion (ITA)       | AB-6             |
| 106              | Alessandro Tonelli (ITA) | 91e              |

| Israel Cycling Academy ICA | Israel Cycling Academy ICA | Israel Cycling Academy ICA |
| -------------------------- | -------------------------- | -------------------------- |
| Num                        | Coureur                    | Pos                        |
| 111                        | Edwin Ávila (COL)          | 42e                        |
| 112                        | Guillaume Boivin (CAN)     | 62e                        |
| 113                        | Luis Lemus (MEX)           | 61e                        |
| 114                        | Benjamin Perry (CAN)       | 76e                        |
| 115                        | Mihkel Räim (EST)          | AB-4                       |
| 116                        | Aviv Yechezkel (ISR)       | 129e                       |

| Burgos-BH BBH | Burgos-BH BBH            | Burgos-BH BBH |
| ------------- | ------------------------ | ------------- |
| Num           | Coureur                  | Pos           |
| 121           | Nícolas Sessler (BRA)    | 55e           |
| 122           | Adrián González (ESP)    | 132e          |
| 123           | Daniel López (ESP)       | 120e          |
| 124           | Igor Merino (ESP)        | 37e           |
| 125           | Victor Langellotti (MON) | 103e          |
| 126           | Álvaro Robredo (ESP)     | 107e          |

| Colombie COL | Colombie COL            | Colombie COL |
| ------------ | ----------------------- | ------------ |
| Num          | Coureur                 | Pos          |
| 131          | Jarlinson Pantano       | 12e          |
| 132          | Darwin Atapuma          | 33e          |
| 133          | Jhon Anderson Rodríguez | 26e          |
| 134          | Miguel Flórez           | 28e          |
| 135          | Juan Esteban Arango     | 117e         |
| 136          | Brayan Ramírez          | 105e         |

| Italie ITA | Italie ITA            | Italie ITA |
| ---------- | --------------------- | ---------- |
| Num        | Coureur               | Pos        |
| 141        | Michele Scartezzini   | 88e        |
| 142        | Francesco Lamon       | 115e       |
| 143        | Davide Viganò         | 123e       |
| 144        | Davide Plebani        | 131e       |
| 145        | Carloalberto Giordani | 130e       |
| 146        | Alessandro Covi       | 106e       |

| Russie RUS | Russie RUS        | Russie RUS |
| ---------- | ----------------- | ---------- |
| Num        | Coureur           | Pos        |
| 151        | Alexey Kurbatov   | 125e       |
| 152        | Vladislav Kulikov | 126e       |
| 153        | Ievgueni Kovalev  | 137e       |
| 154        | Andrey Sazanov    | 139e       |
| 155        | Kirill Bochkov    | AB-6       |
| 156        | Anton Vorobyev    | 134e       |

| Trevigiani-Phonix-Hemus 1896 UNI | Trevigiani-Phonix-Hemus 1896 UNI | Trevigiani-Phonix-Hemus 1896 UNI |
| -------------------------------- | -------------------------------- | -------------------------------- |
| Num                              | Coureur                          | Pos                              |
| 161                              | Alessandro Fedeli (ITA)          | 81e                              |
| 162                              | Floryan Arnoult (FRA)            | 101e                             |
| 163                              | Christofer Jurado (PAN)          | 96e                              |
| 164                              | Javier Ignacio Montoya (COL)     | 27e                              |
| 165                              | Manuel Peñalver (ESP)            | AB-6                             |
| 166                              | Nicolás Tivani (ARG)             | 118e                             |

| Medellín MED | Medellín MED            | Medellín MED |
| ------------ | ----------------------- | ------------ |
| Num          | Coureur                 | Pos          |
| 171          | Óscar Sevilla (ESP)     | 17e          |
| 172          | Nicolás Paredes (COL)   | 72e          |
| 173          | Omar Mendoza (COL)      | 39e          |
| 174          | Weimar Roldán (COL)     | 108e         |
| 175          | Robinson Chalapud (COL) | 68e          |
| 176          | Jonathan Caicedo (ECU)  | 35e          |

| Bicicletas Strongman Coldeportes BSM | Bicicletas Strongman Coldeportes BSM | Bicicletas Strongman Coldeportes BSM |
| ------------------------------------ | ------------------------------------ | ------------------------------------ |
| Num                                  | Coureur                              | Pos                                  |
| 181                                  | Aristóbulo Cala (COL)                | 8e                                   |
| 182                                  | Óscar Quiroz (COL)                   | 34e                                  |
| 183                                  | Rubén Acosta (COL)                   | 111e                                 |
| 184                                  | William Muñoz (COL)                  | 109e                                 |
| 185                                  | Eduardo Estrada (COL)                | 69e                                  |
| 186                                  | Jhonatan Cañaveral (COL)             | 45e                                  |

| EPM | EPM                     | EPM |
| --- | ----------------------- | --- |
| Num | Coureur                 | Pos |
| 191 | Juan Pablo Suárez (COL) | 13e |
| 192 | Freddy Montaña (COL)    | 21e |
| 193 | Alexander Gil (COL)     | 16e |
| 194 | Rodrigo Contreras (COL) | 30e |
| 195 | Diego Ochoa (COL)       | 19e |
| 196 | Jairo Salas (COL)       | 56e |

| Coldeportes-Zenú ECZ | Coldeportes-Zenú ECZ       | Coldeportes-Zenú ECZ |
| -------------------- | -------------------------- | -------------------- |
| Num                  | Coureur                    | Pos                  |
| 201                  | Alex Cano (COL)            | 38e                  |
| 202                  | Luis Felipe Laverde (COL)  | 46e                  |
| 203                  | Miguel Ángel Rubiano (COL) | 50e                  |
| 204                  | Alexis Camacho (COL)       | 32e                  |
| 205                  | Dalivier Ospina (COL)      | 52e                  |
| 206                  | Juan Martín Mesa (COL)     | 100e                 |

| GW Shimano GWS | GW Shimano GWS          | GW Shimano GWS |
| -------------- | ----------------------- | -------------- |
| Num            | Coureur                 | Pos            |
| 211            | José Serpa (COL)        | 41e            |
| 212            | Walter Pedraza (COL)    | 48e            |
| 213            | Heiner Parra (COL)      | 14e            |
| 214            | Juan Pablo Rendón (COL) | 73e            |
| 215            | Cristian Tamayo (COL)   | AB-6           |
| 216            | Cristhian Talero (COL)  | 64e            |

| Asociación Civil Agrupación Virgen de Fátima AFT | Asociación Civil Agrupación Virgen de Fátima AFT | Asociación Civil Agrupación Virgen de Fátima AFT |
| ------------------------------------------------ | ------------------------------------------------ | ------------------------------------------------ |
| Num                                              | Coureur                                          | Pos                                              |
| 221                                              | Nicolás Naranjo (ARG)                            | AB-6                                             |
| 222                                              | Daniel Zamora (ARG)                              | 58e                                              |
| 223                                              | Leandro Velardez (ARG)                           | AB-6                                             |
| 224                                              | Mauro Abel Richeze (ARG)                         | NP-6                                             |
| 225                                              | Adrián Richeze (ARG)                             | AB-6                                             |
| 226                                              | Alonso Gamero (PER)                              | 86e                                              |

| Illuminate ILU | Illuminate ILU           | Illuminate ILU |
| -------------- | ------------------------ | -------------- |
| Num            | Coureur                  | Pos            |
| 231            | Simon Pellaud (SUI)      | 59e            |
| 232            | Cameron Piper (USA)      | 84e            |
| 233            | Martin Laas (EST)        | 128e           |
| 234            | Camilo Castiblanco (COL) | 40e            |
| 235            | Connor Brown (USA)       | 75e            |
| 236            | Félix Barón (COL)        | 25e            |

| Orgullo Paisa EOP | Orgullo Paisa EOP            | Orgullo Paisa EOP |
| ----------------- | ---------------------------- | ----------------- |
| Num               | Coureur                      | Pos               |
| 241               | Danny Osorio (COL)           | 9e                |
| 242               | José Tito Hernández (COL)    | 94e               |
| 243               | Carlos Julián Quintero (COL) | 70e               |
| 244               | Edison Muñoz (COL)           | 29e               |
| 245               | Alejandro Serna (COL)        | 47e               |
| 246               | Rafael Montiel (COL)         | 11e               |